# Colpo d'occhio
Colpo d'occhio è un film del 2008 diretto da Sergio Rubini.

## Trama
Adrian è un giovane scultore, Gloria è l'amante del critico d'arte Lulli. Il primo incontro fra Adrian e Gloria avviene ad una mostra d'arte e da questo momento inizia una relazione appassionata che conduce alla separazione tra Gloria e Lulli. Adrian si trasferisce nel casale dei genitori di Gloria, dove, un giorno, la vede assorta nei suoi pensieri perché ella ricorda di una collana che aveva perso da bambina. Adrian decide di regalarle una collana identica all'originale, ma Gloria, di nuovo, la perde.
Per il restauro di una piazza, Gloria incontra di nuovo Lulli. Il critico viene così a sapere che Adrian è il nuovo fidanzato della ragazza, ma, invece di esserne geloso, decide di prenderlo sotto la sua ala protettrice. Adrian inizia la sua ascesa al successo nell'arte e si trasferisce con Gloria in un lussuoso appartamento. Gloria rimane incinta di Adrian, ma questi, abbagliato dal successo, non sembra più interessato alla ragazza e la trascura. Dopo aver assunto come aiutante il suo miglior amico, Claudio, Adrian lo allontana in malo modo in seguito ad un alterco con Lulli, nel corso del quale ha preso le parti di quest'ultimo. Iniziano i problemi di Adrian: Gloria perde il bambino, la sua mostra non ottiene il successo sperato, ha un litigio con Lulli e, incontrando il suo vecchio amico Claudio in pessime condizioni, lo ignora.
Dopo la morte di Claudio, Adrian, a corto d'ispirazione, ritorna da Lulli chiedendogli un aiuto e il critico, grazie alle sue conoscenze, lo fa partecipare alla Biennale di Venezia. In realtà alla prestigiosa mostra Adrian, sotto consiglio di Lulli, esibisce una copia ingrandita di una scultura del defunto amico Claudio, facendola passare per sua. Venuta a sapere del plagio, Gloria, indispettita dal comportamento di Adrian, si mette contro lo scultore, minacciando di rivelare la cosa alla stampa. È chiaro a questo punto che Lulli, ferocemente geloso di Adrian, ha messo a punto un piano diabolico, intenzionato a vendicarsi di entrambi.
Adrian e Gloria sono oramai uno contro l'altra. Lulli, inoltre, convince Adrian che l'unico modo per fermare Gloria è ucciderla. Così il giovane dà un appuntamento a Gloria portando con sé un'arma datagli da Lulli e la collana, che nel frattempo aveva ritrovato. Dopo un incontro con Adrian, Lulli confessa a Gloria del pericolo a cui sta andando incontro. All'appuntamento, quando Adrian sembra che stia tirando fuori l'arma, l'assistente di Lulli, venuto all'incontro assieme al critico, uccide lo scultore sotto gli occhi di Gloria.
Lulli dice a Gloria che Adrian la voleva uccidere, ma, quando arriva la polizia, la giovane si accorge che Adrian voleva solo restituirle la collana.

## Produzione

### Riprese
Il film è stato girato a Berlino, Torino, Roma, nel centro storico di Civitella del Tronto, a San Mauro e San Lorenzo di Montorio al Vomano,  e nei castelli di Moransengo e Rivara.
Le scene girate a Venezia sono avvenute nel periodo della 52ª Biennale di Venezia.

## Distribuzione
Il film è uscito nelle sale italiane il 20 marzo 2008.